# Máximo Buch Torralva
Máximo Hartwig Buch Torralva (València, 11 d'agost de 1959) és un enginyer industrial valencià, conseller d'Economia, Indústria i Comerç de la Generalitat Valenciana de 2012 a 2015.

## Biografia
Buch és enginyer industrial especialitzat en Organització Industrial per la Universitat Politècnica de València (UPV) i MBA per l'IESE de la Universitat de Navarra. Ha estat durant deu anys (1992-2002) delegat per a la Comunitat Valenciana de la Cambra de Comerç alemanya. També ha estat professor col·laborador de la Fundació d'Estudis Borsaris i Financers (FEBF), de la Universitat de València, la Universitat Catòlica de València i del Centre de Formació Empresarial Lluís Vives de la Cambra de Comerç de València.
El 20 de gener de 2012 el president de la Generalitat Alberto Fabra, va anunciar el seu nomenament com a Conseller d'Economia, Indústria i Comerç en substitució d'Enrique Verdeguer Puig. Des d'aquesta responsabilitat s'encarregà de coordinar el procés de reestructuració del sistema valencià d'empreses públiques, passant de 46 empreses a únicament 6 hòldings. Aquest procés s'estimà que comportaria l'acomiadament d'unes 5.000 persones, el que representa entre un 40 i un 50% de la plantilla de treballadors del sector públic.
Amb la remodelació del Consell portada a terme pel president Fabra al desembre de 2012, Buch incorporà a la seua conselleria les competències d'ocupació (anteriorment a la conselleria desapareguda d'Educació, Formació i Ocupació) i de Turisme (anteriorment a la també desapareguda Conselleria de Turisme, Cultura i Esport) quedant modificada la denominació de la conselleria, ara amb el nom de Conselleria d'Economia, Indústria, Turisme i Ocupació.
A les eleccions a les Corts Valencianes de 2015 fou elegit diputat per la circumscripció de Castelló ´és vicepresident de la Comissió d'Indústria i Comerç, Turisme i Noves Tecnologies de les Corts Valencianes.